# David Prinosil
David Prinosil, född den 9 mars 1973 i Olomouc, är en tysk tennisspelare.
Han tog OS-brons i herrarnas dubbelturnering i samband med de olympiska tennisturneringarna 1996 i Atlanta.